# Almanac Singers
The Almanac Singers fu un gruppo di musica folk statunitense, attivo tra il 1940 e il 1943, fondato da Millard Lampbell, Lee Hays, Pete Seeger e Woody Guthrie. Le loro canzoni, spesso a sfondo politico, denunciavano i mali della società contemporanea, schierandosi contro il razzismo e la guerra, e difendevano valori come la pace o l'uguaglianza.

## Storia del gruppo
Considerati il primo importante gruppo folk di protesta della musica americana, iniziarono la loro attività nel 1940.
Il gruppo, inizialmente concepito come trio (costituito da Pete Seeger, Millard Lampbell e Lee Hays), divenne quartetto nel 1941, quando Woody Guthrie si unì al progetto, anche se solo come sporadico collaboratore.
Nel tempo, molti artisti hanno suonato con il gruppo; ad esempio Sis Cunningham, (John) Peter Hawes e suo fratello Baldwin "Butch" Hawes, Bess Lomax Hawes (moglie di Butch e sorella di Alan Lomax), Cisco Houston, Arthur Stern, Josh White, Jackie (Gibson) Alper, Burl Ives, (Hiram) Jaime Lowden e Sam Gary.

## Discografia

### Album in studio
1. Songs for John Doe (Almanac Records, 1941).
2. Talking Union (Keynote, 1941).
3. Deep Sea Chanteys and Whaling Ballads (General, 1941).
4. Sod Buster Ballads (General, 1941).
5. Dear Mr. President (Keynote, 1942).
6. Songs of the Lincoln Battalion (Stinson/Asch, 1944).

### Singoli
- Song For Bridges/Babe of Mine (Keynote, 1941).
- Boomtown Bill/Keep That Oil A-Rollin (Keynote, 1942).

### Raccolte
- Talking Union & Other Union Songs (Smithsonian Folkways, 1973)
- Their Complete General Recordings (MCA, 1996)
- Songs of Protest (Prism, 2001)
- Talking Union, Vol. 1 (Naxos, 2001)
- The Sea, The Soil & The Struggle (Naxos, 2004)